# Tremplins de Schattenberg
Le tremplin de Schattenberg, en allemand Schattenbergschanze, est un stade de saut à ski situé à Oberstdorf en Allemagne. Le stade est doté de deux tremplins distincts, l'un de 90 mètres et le second de 120 mètres. Ce grand tremplin est l'un des plus importants de la Coupe du monde de saut à ski. Il accueille chaque année la première étape de la Tournée des quatre tremplins.

## Histoire

### Débuts
Un premier tremplin de saut à ski existait déjà à Oberstdorf depuis 1909. Le record de saut à ski de celui-ci était de 22m et appartenait à Bruno Biehler.  L’emplacement n’était toutefois pas optimal, notamment en raison de l’ensoleillement. La courte course d’élan et les distances dès lors limitées ont incité le Ski Club d’Oberstdorf (communément avec le Comité des Sports de l’office du Tourisme) à se mettre en quête d’un emplacement pour la construction d’un nouveau tremplin plus moderne. Le lieu de prédilection à l’ouest d’Oberstdorf, situé au pied de la Schattenberg, semblait tout à fait approprié, car l’endroit était la plupart du temps à l’ombre et le terrain appartenait à la commune.

### 1925 à 1941
Le 27 décembre 1925 fut ouvert le nouveau tremplin de saut à ski, construit sur les plans de l’architecte Hans Schwendiger. Il fut agrandi dès 1930 pour les Championnats Allemands et en 1936 pour les qualifications aux Jeux Olympiques de Garmisch-Partenkirchen. Le tremplin fut abandonné durant la deuxième guerre mondiale. La dernière compétition se tint en 1941.

### 1946 à 1986
La réouverture eut lieu 1er janvier 1946 à la suite de travaux de rénovation. Le 4 janvier 1953, un saut se déroula pour la première fois dans le cadre de la tournée des quatre tremplins. Celle-ci, avec le saut d’Oberstdorfer à la fin décembre, est de nos jours la plus importante série de sauts de la saison. 
L’ancienne installation en bois, qui fut aménagée et agrandie jusqu’au niveau K-70, ne fut bientôt plus adaptée aux distances  de saut des skieurs, toujours en hausse. Afin de pouvoir offrir une alternative d’urgence au tremplin Heini Klopfer  pour les championnats du monde de vol à ski de 1973, on construisit un tremplin de niveau K-115 en béton armé et bois stratifié, ainsi que le tremplin de niveau K-56.

### 1987 à 2003
Les épreuves de saut à ski des championnats du monde de ski nordique de 1987 se sont déroulées sur les tremplins normal et grand. La tour de bois du tremplin normal, de niveau K-90 désormais, fut remplacée par une tour en béton armé et bois stratifié. Deux petits tremplins supplémentaires (de niveau K-19 et K-30 et destinés aux juniors) furent construits en 1997 et le grand tremplin fut doté d’un ascenseur incliné. À la fin de l’année 2003, le tremplin de niveau K-115 fut remplacé par un tremplin de niveau K-120 (aujourd’hui de niveau HS-137), cela pour la somme de 16,6 millions d’euros, dans la perspective des championnats du monde de ski nordique de 2005. Celui-ci doit rendre possible des distances de saut plus longues tout en assurant une plus grande sécurité. Tous les sauts peuvent être effectués sur revêtement synthétique depuis 2004. Chaque été, une coupe continentale de saut sur synthétique a lieu sur le tremplin normal. La zone spectateurs à l’arrivée a été améliorée avec la construction de tribunes supplémentaires. Sa capacité en termes de spectateurs a été augmentée de 17 000 à 27 000 personnes.

### 2004 à 2010
Depuis le 26 décembre 2004, le Tremplin de Schattenberg porte officiellement le nom d’Erdinger Arena. La brasserie Erdinger Weissbräu a conclu un contrat de parrainage (naming) de dix ans pour le tremplin. Cette forme de sponsoring, qui jusque-là n’était répandue que pour les stades de football ou les grandes salles de sport, a représenté une nouveauté dans le domaine du ski. Le contrat doit couvrir un déficit d’exploitation de 150 000 euros, que la société d’exploitation rencontre chaque année à la suite des transformations qui ont été faites sur l’installation. Le tremplin ne put néanmoins pas être nommé « Erdinger Arena » durant la coupe du monde du ski nordique de 2005. En raison de conflits d’intérêts avec d’autres sponsors du secteur brassicole soutenant les championnats du monde et la FIS, l’enceinte fut dénommée « WM Skisprung Arena Oberstdorf » à cette occasion. En novembre 2010, la décision de reconstruire le tremplin de 100 mètres durant l’année 2011 fut prise.

### Depuis 2011
Du 28 mars jusqu’en octobre 2011, des travaux de rénovations furent menés sur l’ancien tremplin de 100 mètres, désormais transformé en un nouveau tremplin de 106 mètres. Le nouveau tremplin de niveau K-95 devait être terminé en novembre, mais les travaux furent menés à terme avec un mois d’avance. Celui-ci fut donc inauguré le 21 octobre 2011 par l’équipe nationale féminine, les cadres B du combiné nordique ainsi que les juniors d’Oberstdorf. Les coûts de construction s’élèvent à environ cinq millions d’euros.